# Illiberis psychina
Illiberis psychina es una especie de mariposa de la familia Zygaenidae.
Fue descrita científicamente por Oberthür en 1890.